# Dolmen von Kermarquer
Der versteckt liegende Dolmen von Kermarquer (auch von Kermarker oder Kermarguer), liegt unweit der D 186 in den Wäldern zwischen Kerlescan und La Trinité-sur-Mer im Département Morbihan in der Bretagne in Frankreich. Die Anlage wurde in der Endphase des Neolithikums errichtet. Dolmen ist in Frankreich der Oberbegriff für Megalithanlagen aller Art (siehe: Französische Nomenklatur).

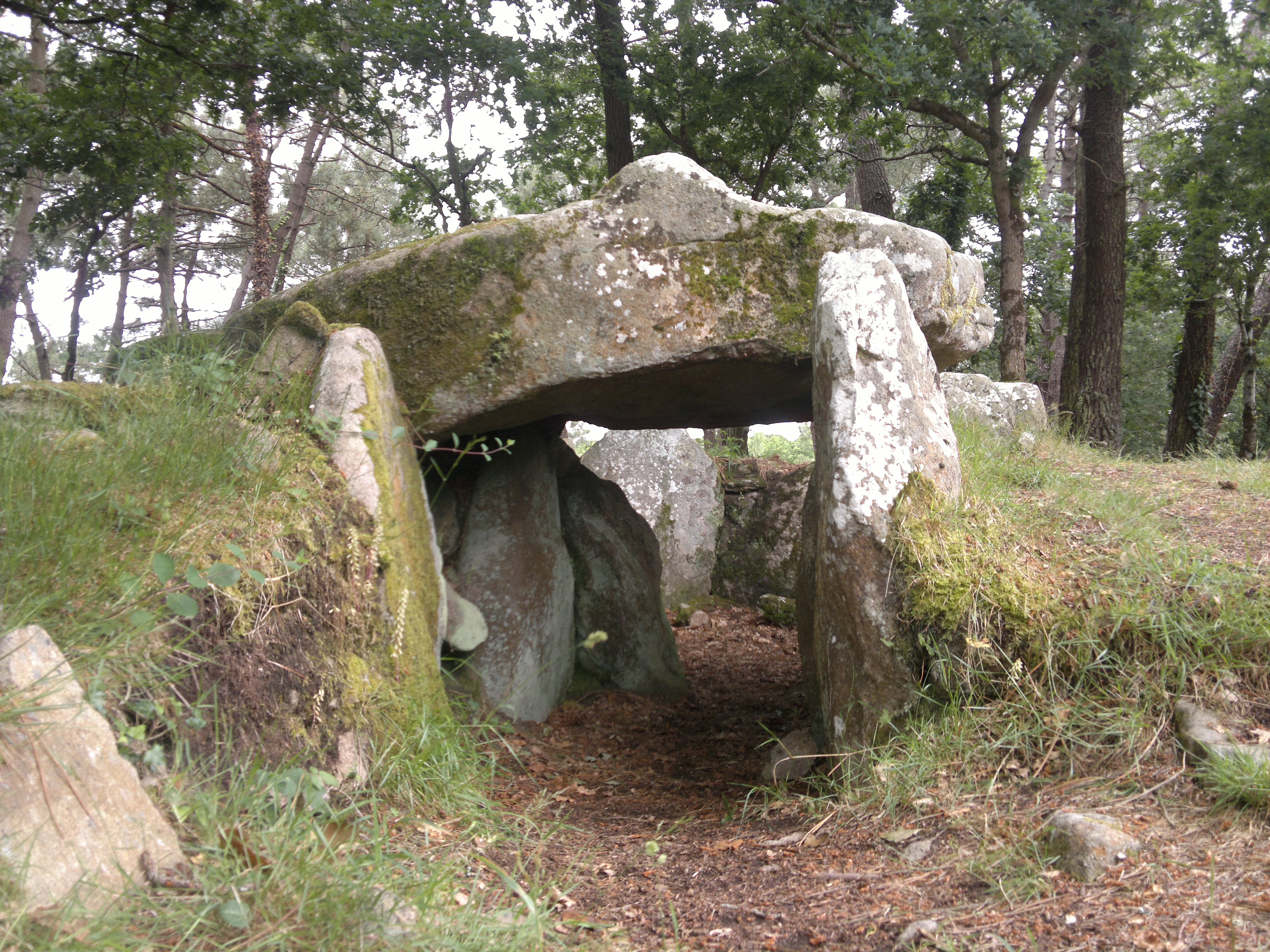
Dolmen von Kermarquer

Das Denkmal ist eine Anlage mit lateralem Zugang und ein Dolmen mit Seitenkammern (französisch Dolmen à cabinet latéral), die, wie bei einigen nordischen Ganggräbern, über den gemeinsamen Zugang erschlossen wird. Die quadratische Hauptkammer misst 2,5 × 2,5 m, hat keinen Deckstein und liegt gerade zum Gang. Die etwa oktogonale Seitenkammer misst etwa 1,5 × 1,5 m und hat einen randständigen Deckstein. Sie liegt etwas schräg, seitlich der Hauptkammer und ist von dort aus zugänglich. Der Gang hat zwei große Decksteine in situ. Der Hügel ist noch weitgehend erhalten.
In einer Entfernung bis zu 1,0 km liegen die Dolmen du Quéric, de Mané Rohr (Kerdro-Vihan), Dolmen von Mané-Kervilor (auch Mané Bras), die Allée couverte Mané-Roullarde und der Menhir von Kermarquer (mit Báculos).